# سانگ هون لی
سانگ هون لی (کره‌ای: 이상헌؛ زادهٔ ۲۱ مه ۱۹۹۶) بازیگر اهل کره جنوبی است. او بیشتر به خاطر ایفای نقش در مجموعه نتفلیکس اکس‌او کیتی (۲۰۲۳) شناخته می‌شود.